# Mount Strong
Mount Strong är ett berg i Antarktis. Det ligger i Västantarktis. Argentina, Chile och Storbritannien gör anspråk på området. Toppen på Mount Strong är 1 041 meter över havet, eller 9 meter över den omgivande terrängen. Bredden vid basen är 0,50 km.
Terrängen runt Mount Strong är varierad. Trakten är obefolkad. Det finns inga samhällen i närheten.